# Heroin
«Heroin» — песня арт-рок-группы The Velvet Underground с их дебютного альбома The Velvet Underground and Nico (1967), считающаяся одной из самых известных их композиций. Одна из самых первых песен группы, она была написана Лу Ридом в 1964 году от лица героинового зависимого и включала в себя детальное описание эйфории после приема дозы; Рид обращался к этой теме и в других песнях (например, «I'm Waiting for the Man» или «Sister Ray»), и это обеспечило ему своего рода скандальную известность — хотя, как отмечал критик Марк Деминг, «вряд ли эта песня [„Heroin“] восхваляет употребление наркотиков, хотя и того, что она полностью его отвергает, тоже сказать нельзя».

## История и композиция
Первая известная запись песни относится к июлю 1965 года, где она исполняется Лу Ридом на акустической гитаре; следует отметить, что, в отличие от таких песен, как «I’m Waiting for the Man» и «Venus in Furs», впоследствии сильно переработанных, в плане структуры и мелодии «Heroin» в записи 1965 года уже почти неотличим от альбомной версии, записанной в 1966 году. В окончательном варианте песня начинается с мелодичного гитарного интро Рида, затем вступает Мо Такер с гипнотичным, абстрактным барабанным ритмом; постепенно к ним присоединяются Джон Кейл с электроальтом и Стерлинг Моррисон на ритм-гитаре, бас-гитара отсутствует. «Текучий» темп песни то ускоряется, то снова замедляется, лишь ближе к кульминации начиная стремительно нарастать — Такер барабанит все громче и быстрее, громко скрежещет альт Кейла; перед самым крещендо партия ударных обрывается — в этом месте Морин сбилась с ритма и перестала играть, но эта ошибка часто принимается за преднамеренное решение и является одним из самых узнаваемых моментов песни. В конце темп опять постепенно замедляется, и Рид со снова подключившейся Такер играют тот же самый фрагмент, что открывает песню. Композиция построена всего на двух аккордах — D♭ и G♭; как отметил рецензент «Rolling Stone», «для написания гениальной песни требуется не так уж много», намекая как раз на минимальное количество аккордов.
Как одна из самых их провокационных и экспериментальных композиций, «Heroin» вошла в число самых известных песен The Velvet Underground (наравне с, например, «I’m Waiting for the Man», «Venus in Furs» и «Sister Ray»): в 2004 году тот же «Rolling Stone» включил её в свой список «500 величайших песен всех времён по версии журнала Rolling Stone» под номером 455.

## В культуре
- Кавер-версии этой песни исполнялись такими музыкантами, как Mazzy Star, Human Drama, Игги Поп, Echo & the Bunnymen, Billy Idol и Third Eye Blind; кроме того, Лу Рид и Мо Такер позднее перезаписывали эту песню для своих сольных альбомов (Rock ’n’ Roll Animal Рида и Playin' Possum Такер).
- Сборник рассказов Дениса Джонсона «Jesus' Son» («Сын Иисуса») назван так по строчке из этой песни, описывающей ощущения её героя после инъекции героина: «And I feel just like Jesus' son» (И я чувствую себя сыном Божьим).
- По словам Мика Джаггера, песня The Rolling Stones «Stray Cat Blues» с альбома «Beggars Banquet» вдохновлена «Heroin». У этих песен одинаковое интро.
- Главный герой романа Ирвина Уэлша Trainspotting («На игле»), Марк Рентон, говорит, что включить «Heroin» в версии с «Rock ’n’ Roll Animal», а не в каноничном варианте с «The Velvet Underground and Nico» есть нарушение золотого правила джанки (breaking the junkie’s golden rule).